# Stutensee
Stutensee est une ville d'Allemagne, située au nord de Karlsruhe dans le Bade-Wurtemberg. Elle est après Bruchsal, Ettlingen et Bretten la quatrième plus grosse ville de l'arrondissement de Karlsruhe.

## Géographie
Stutensee se trouve sur le fossé rhénan, directement au nord de Karlsruhe. Le nom de la ville vient du Château de Stutensee, qui se trouve au centre des 4 communes. La Pfinz coule à travers une partie des communes.
La ville fut seulement créée en 1975 lors des réformes communales.

### Quartiers, lieux-dits et écarts
Stutensee est composé de quatre quartiers :
- Blankenloch, avec Büchig ;
- Friedrichstal ;
- Spöck ;
- Staffort.

À Blankenloch vivent environ 11 500 habitants, la moitié de la population de Stutensee. C'est là aussi que se trouve l'hôtel de ville. Friedrichstal compte environ 5 000 habitants, Spöck environ 4 500 habitants et Staffort avec ses 2 000 habitants est la plus petite commune.

## Personnalités liées à la ville
- Aloys Henhöfer (1789-1862), théologien mort à Spöck.

## Galerie

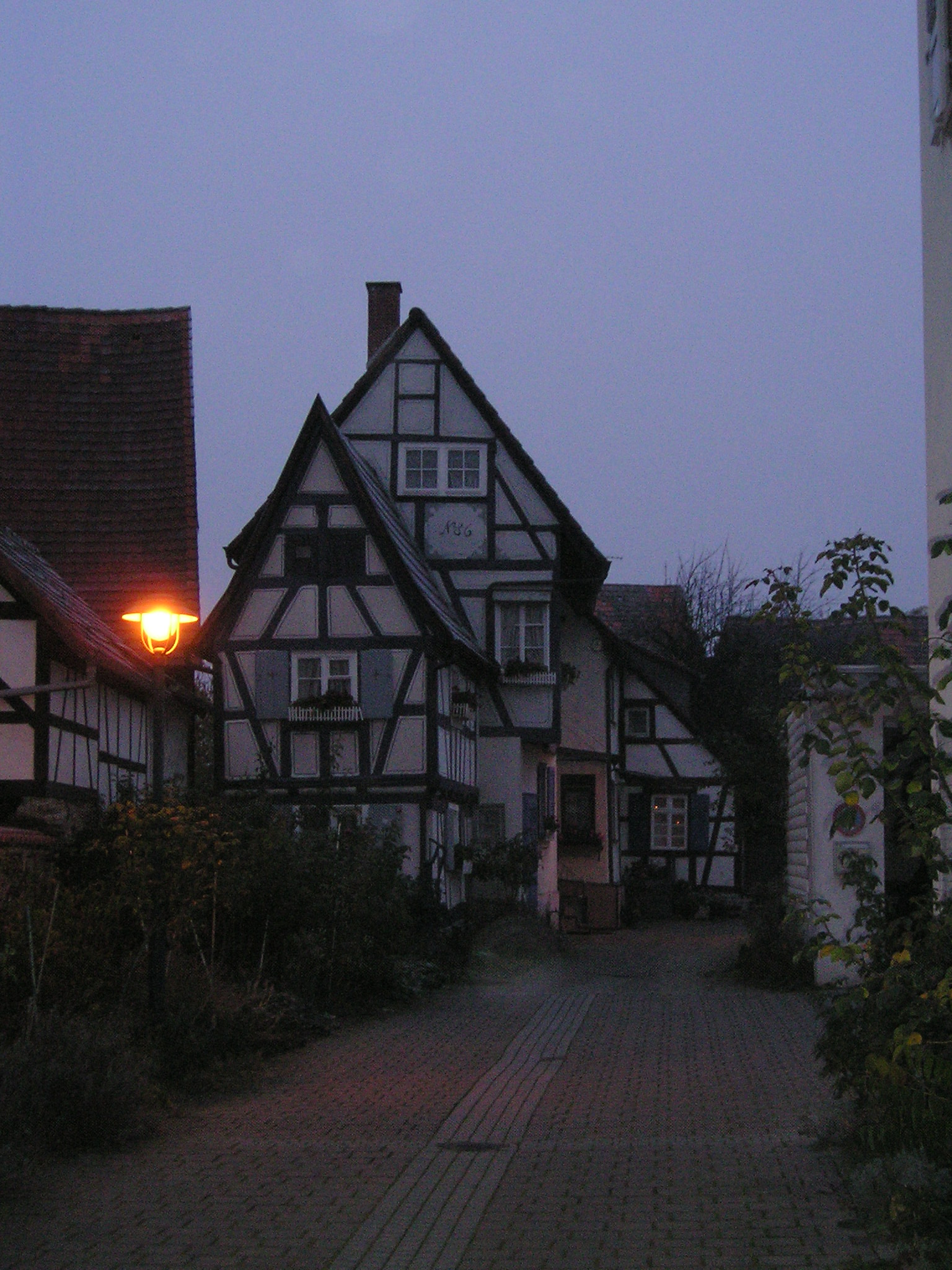
Rathausgässle à Stutensee-Blankenloch
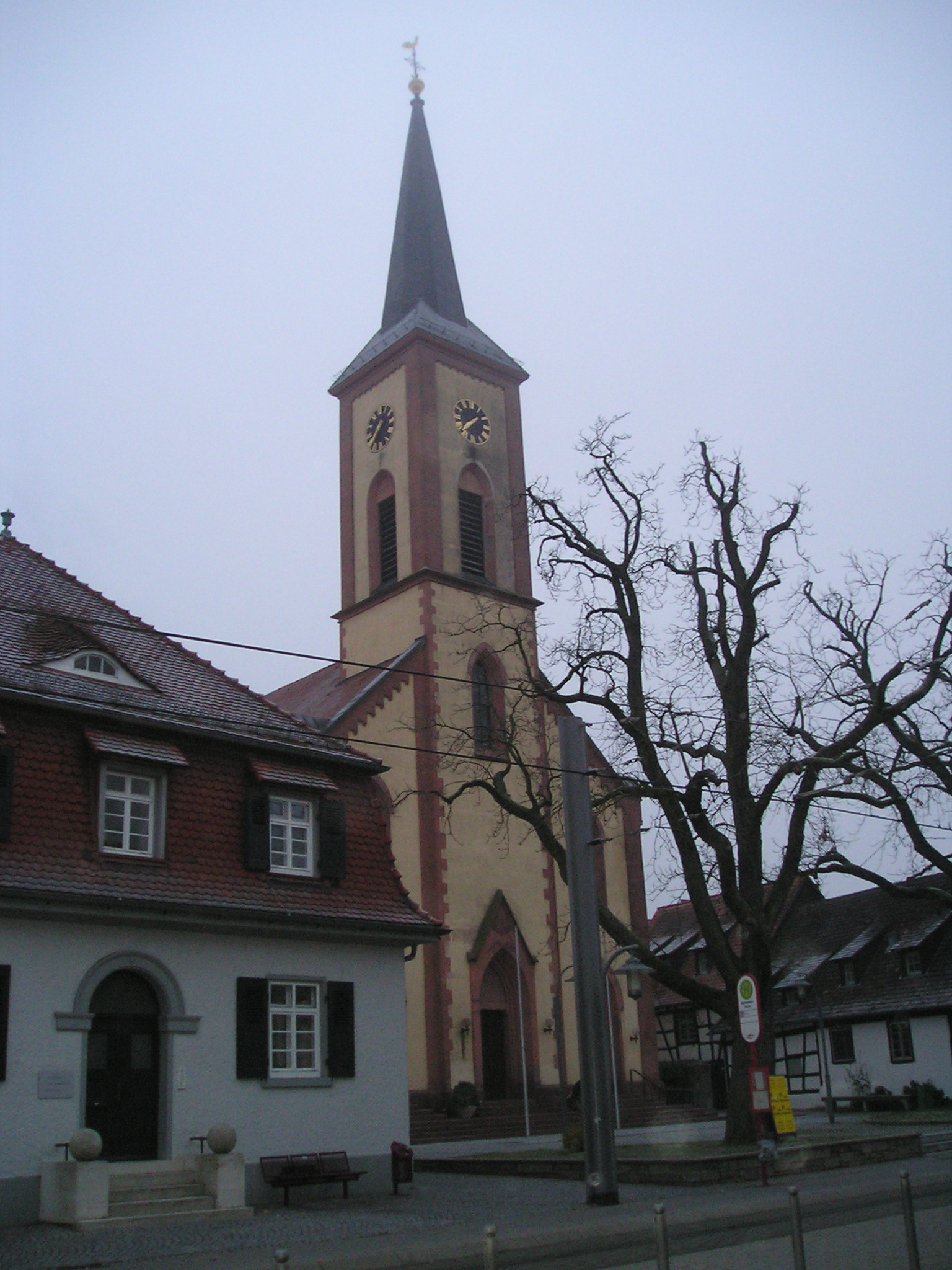
Le temple à Stutensee-Blankenloch
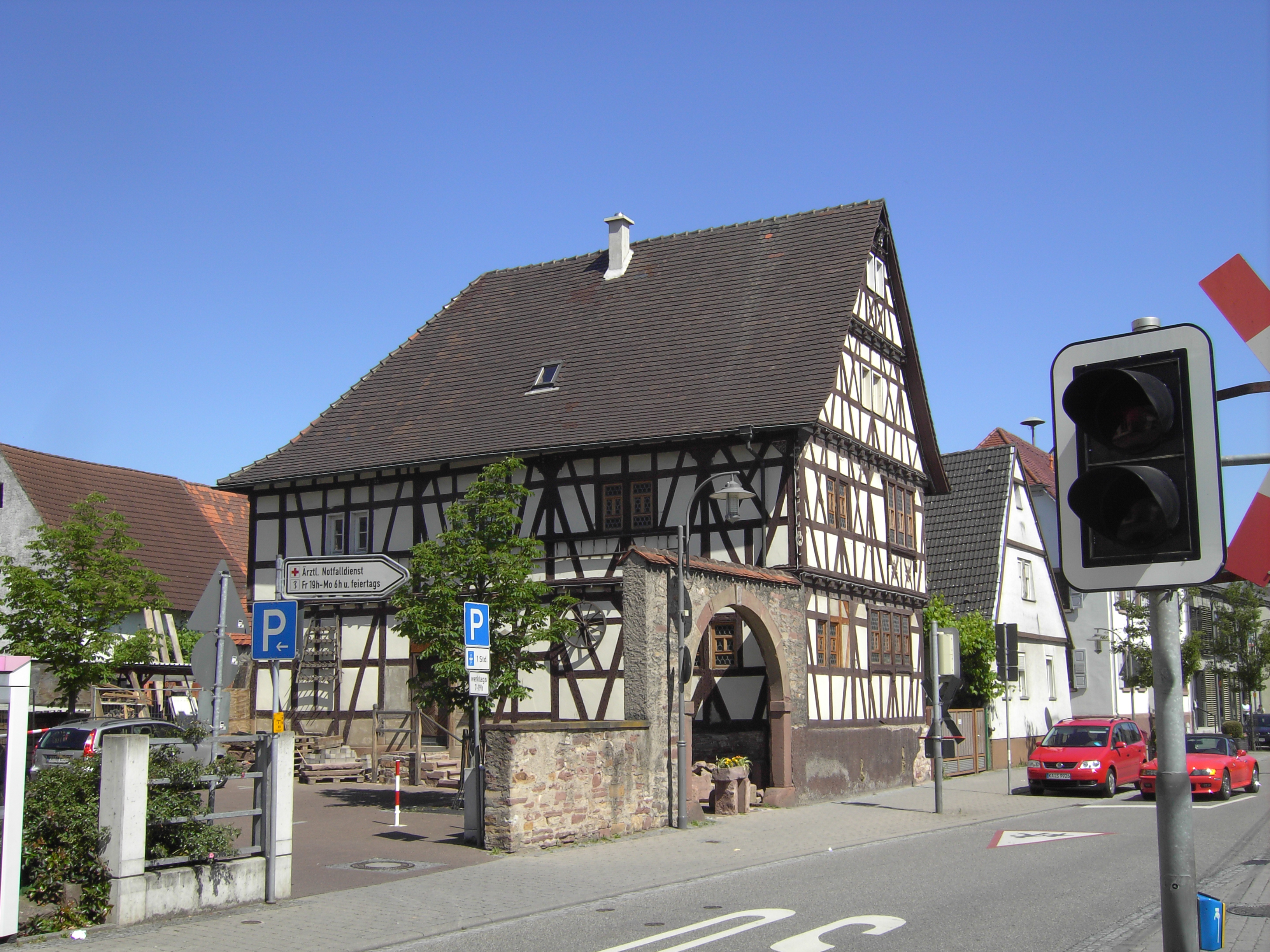
Maison de Kerns Max à Stutensee-Blankenloch
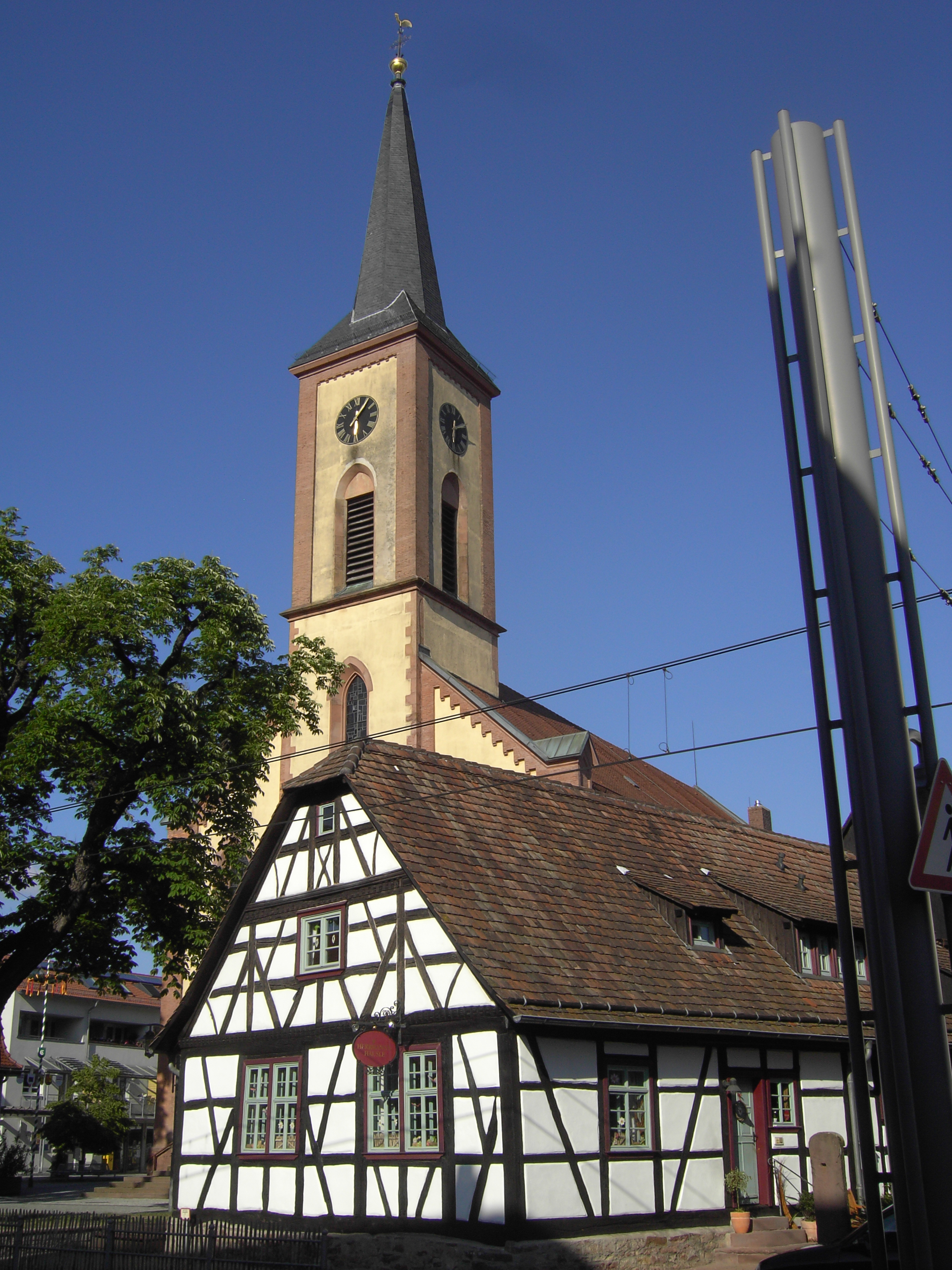
"Hermannshäusle" et l'église protestante (Michaeliskirche) à Stutensee-Blankenloch
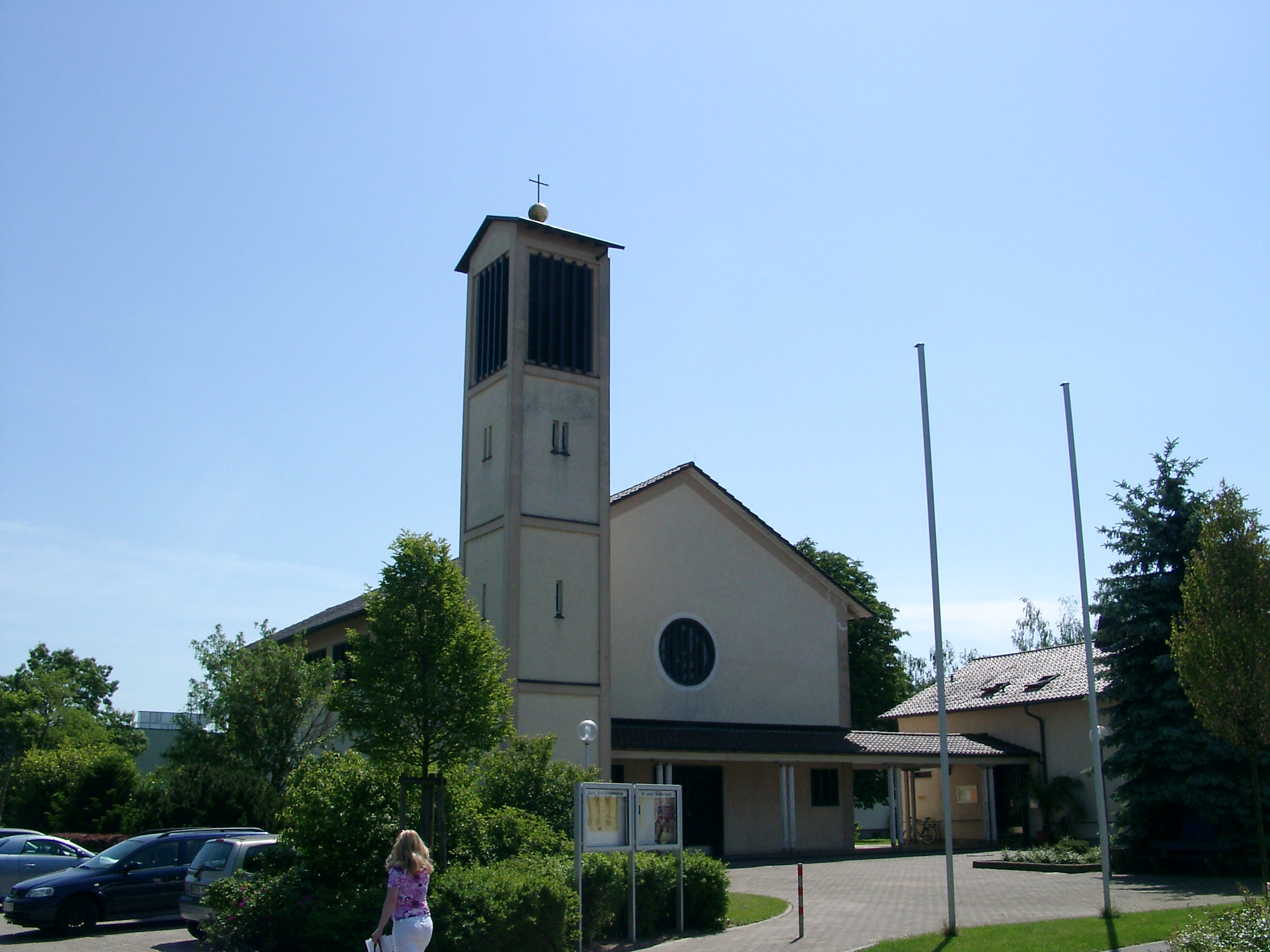
L'église catholique à Stutensee-Blankenloch
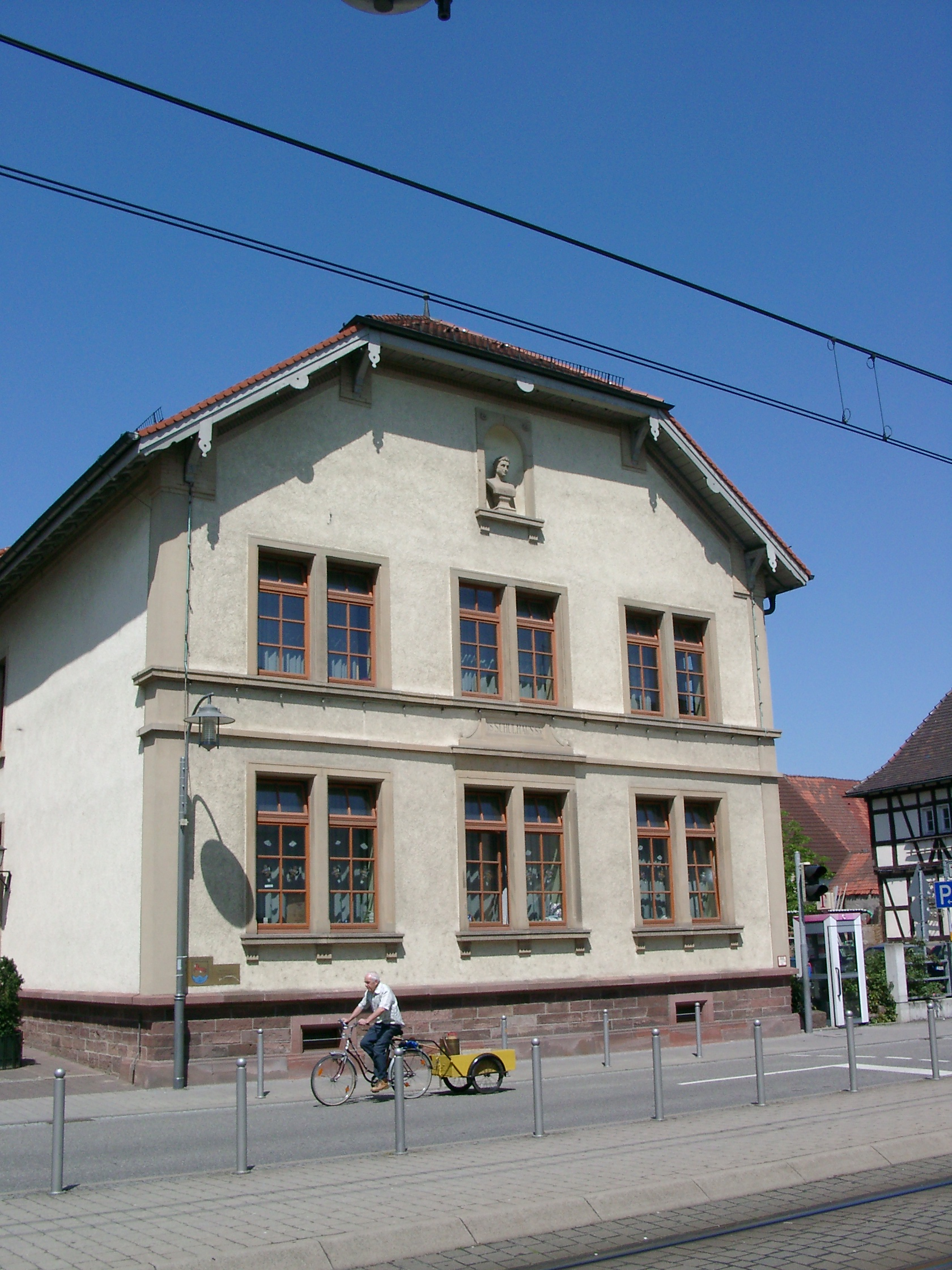
L'ancienne école à Stutensee-Blankenloch
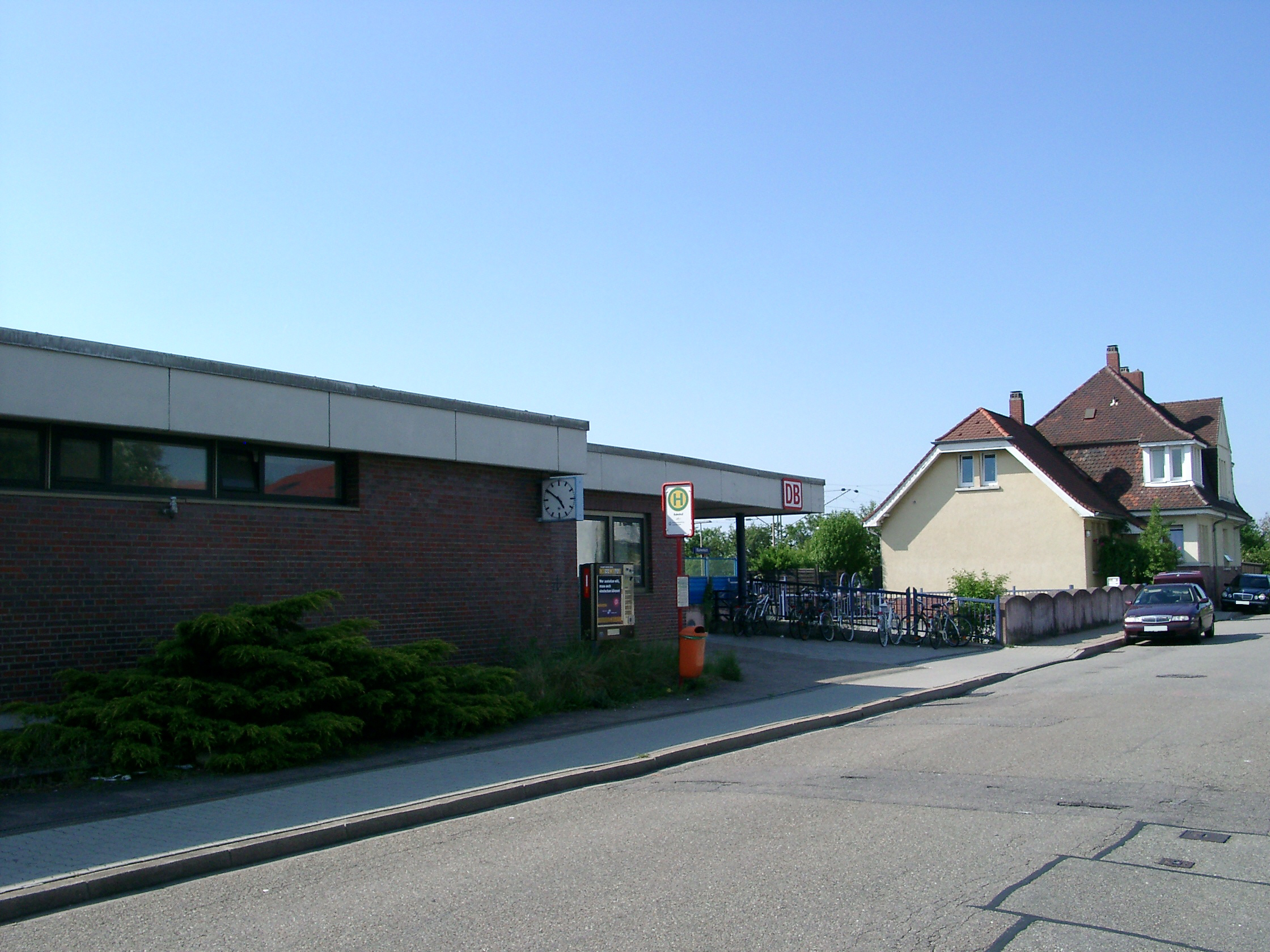
La gare à Stutensee-Blankenloch
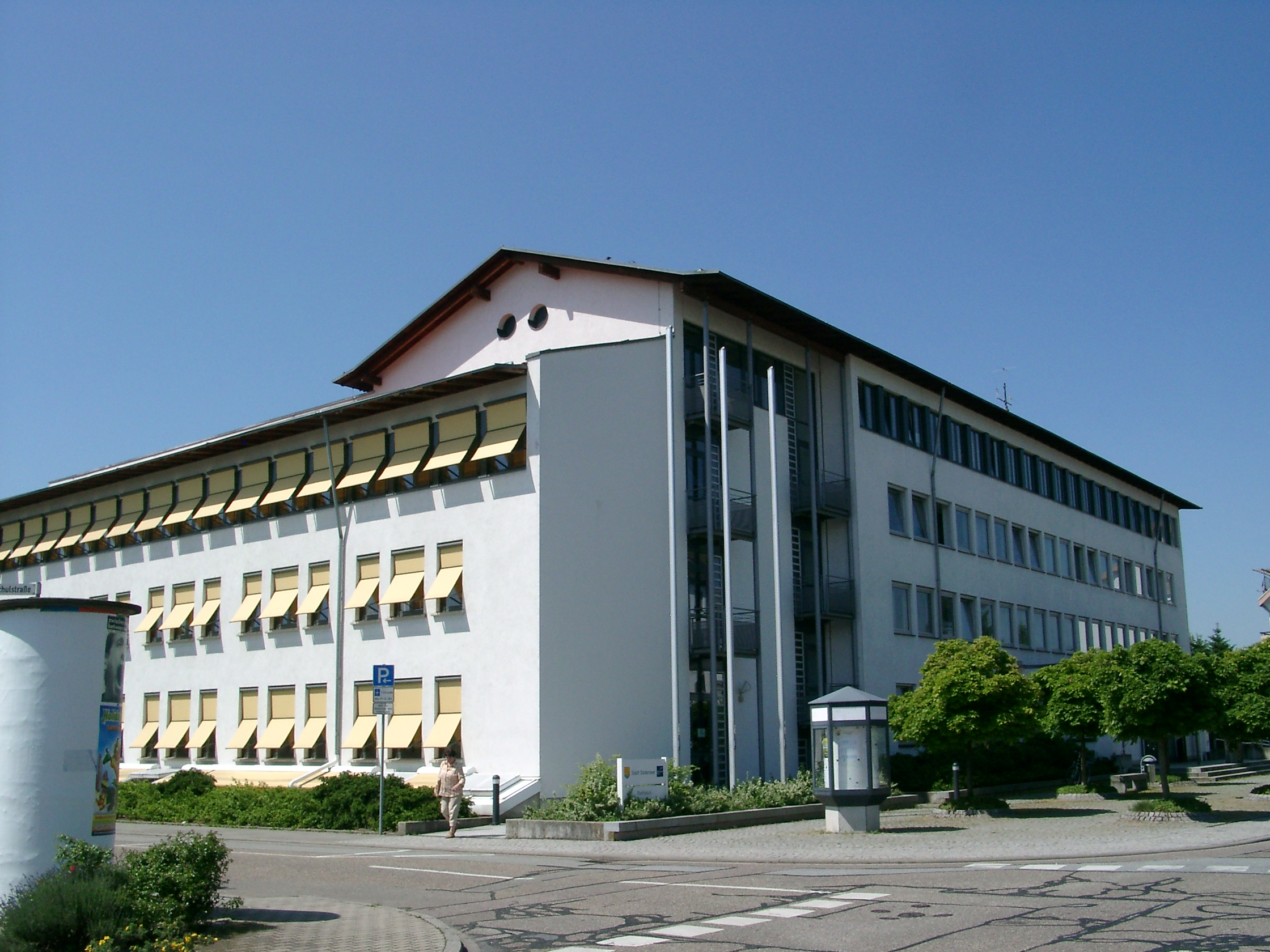
L'hôtel de ville
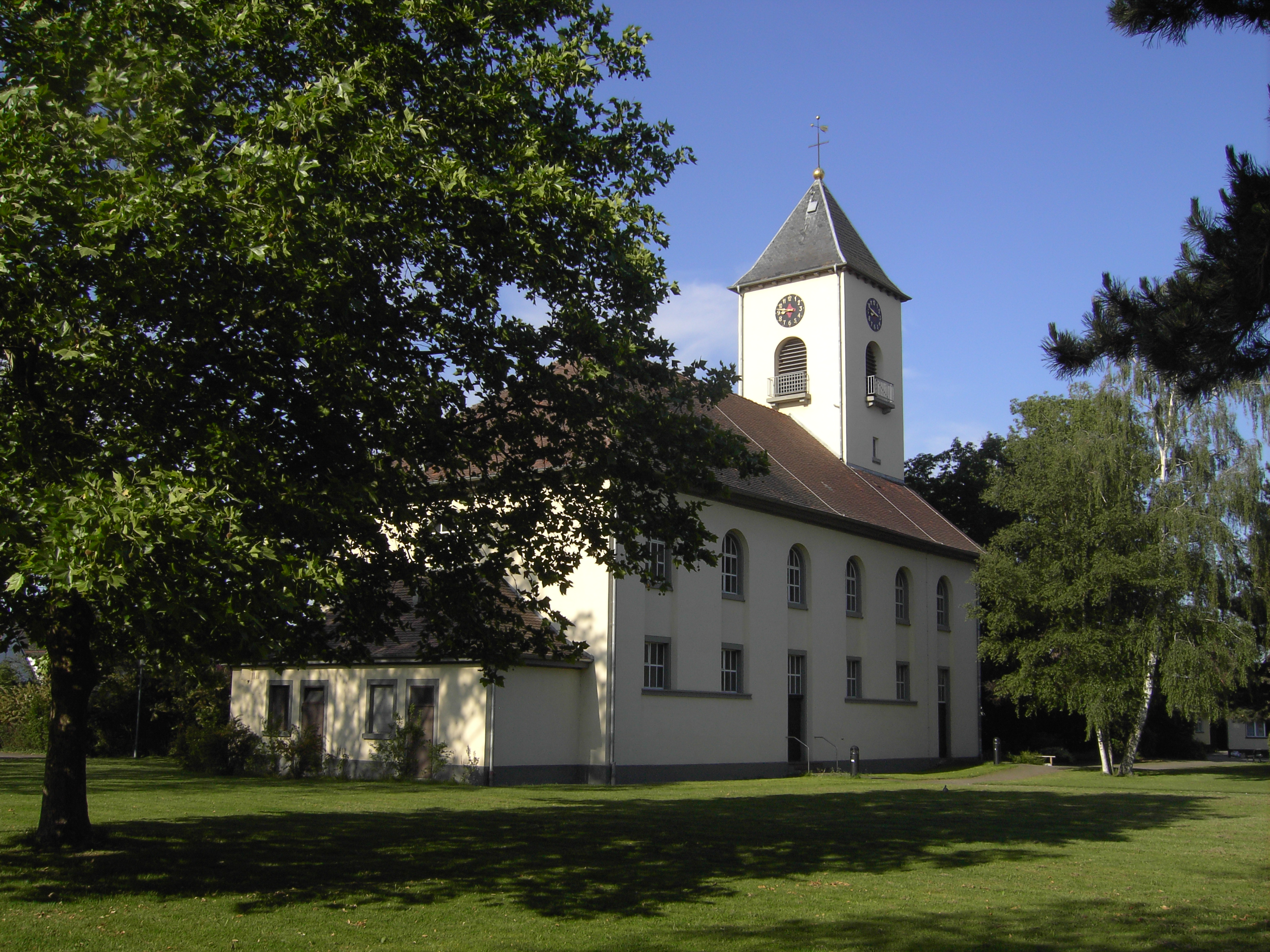
L'église protestante à Stutensee-Friedrichstal
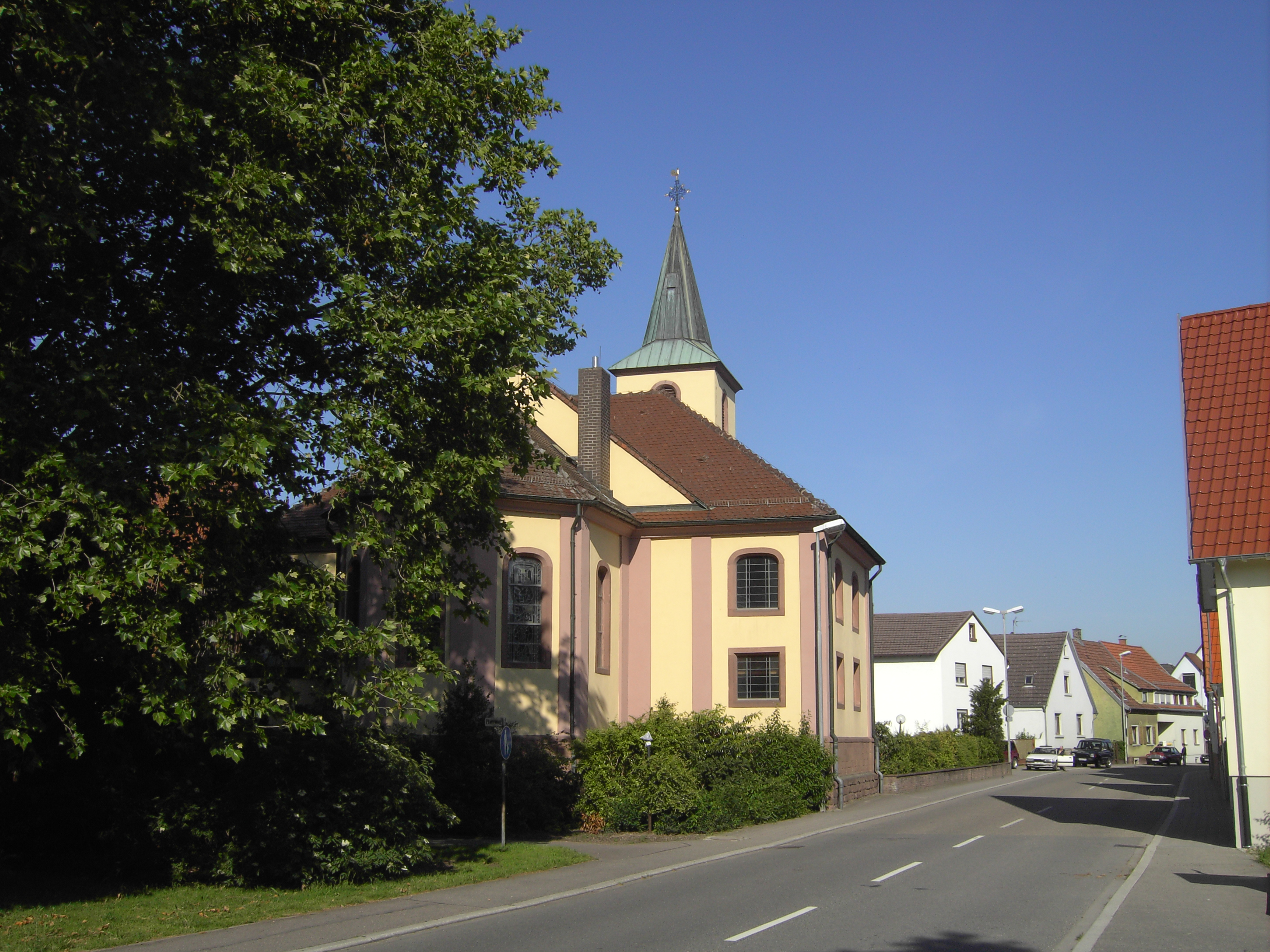
L'église protestante à Stutensee-Spöck
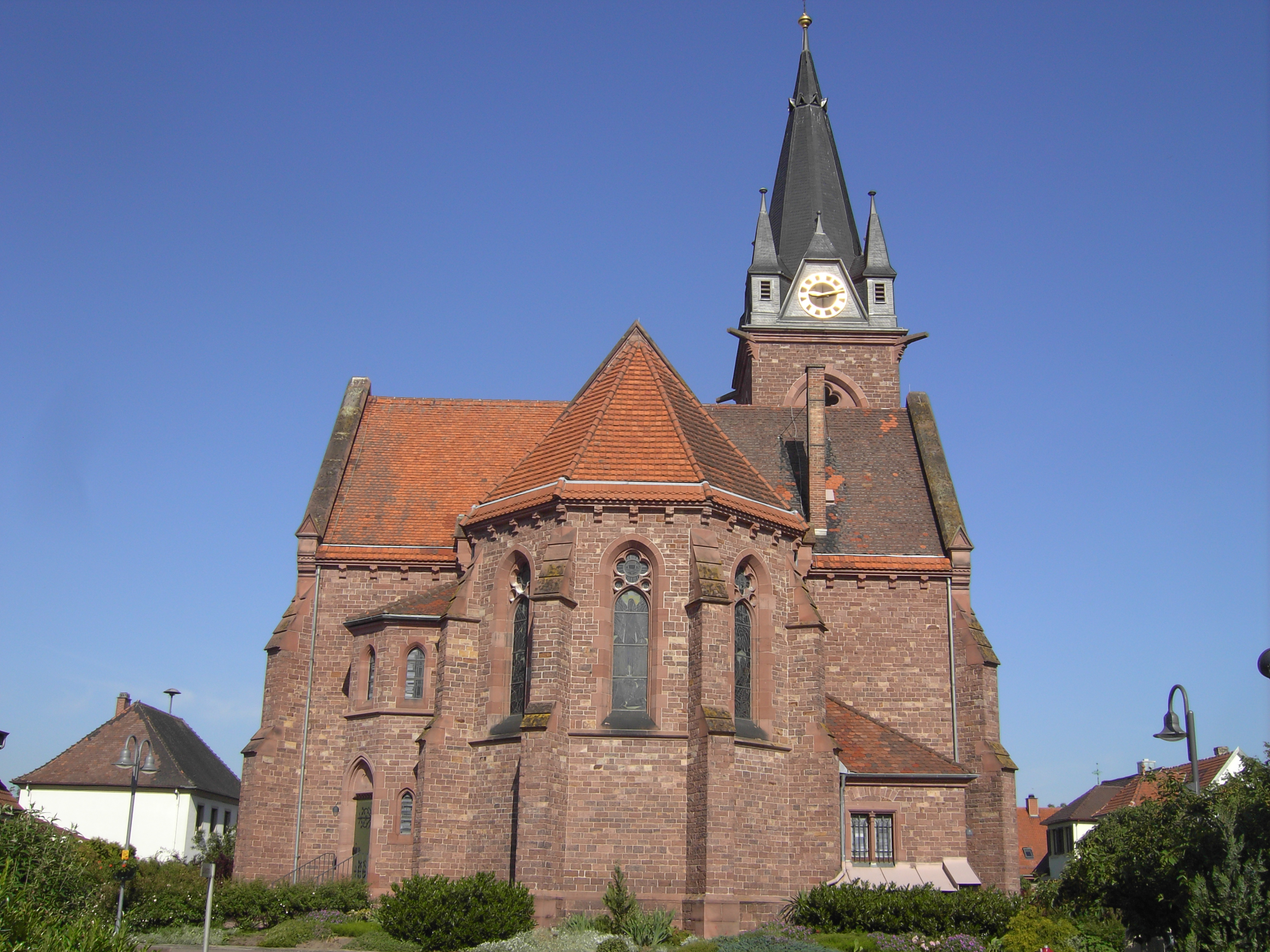
L'église protestante à Stutensee-Staffort
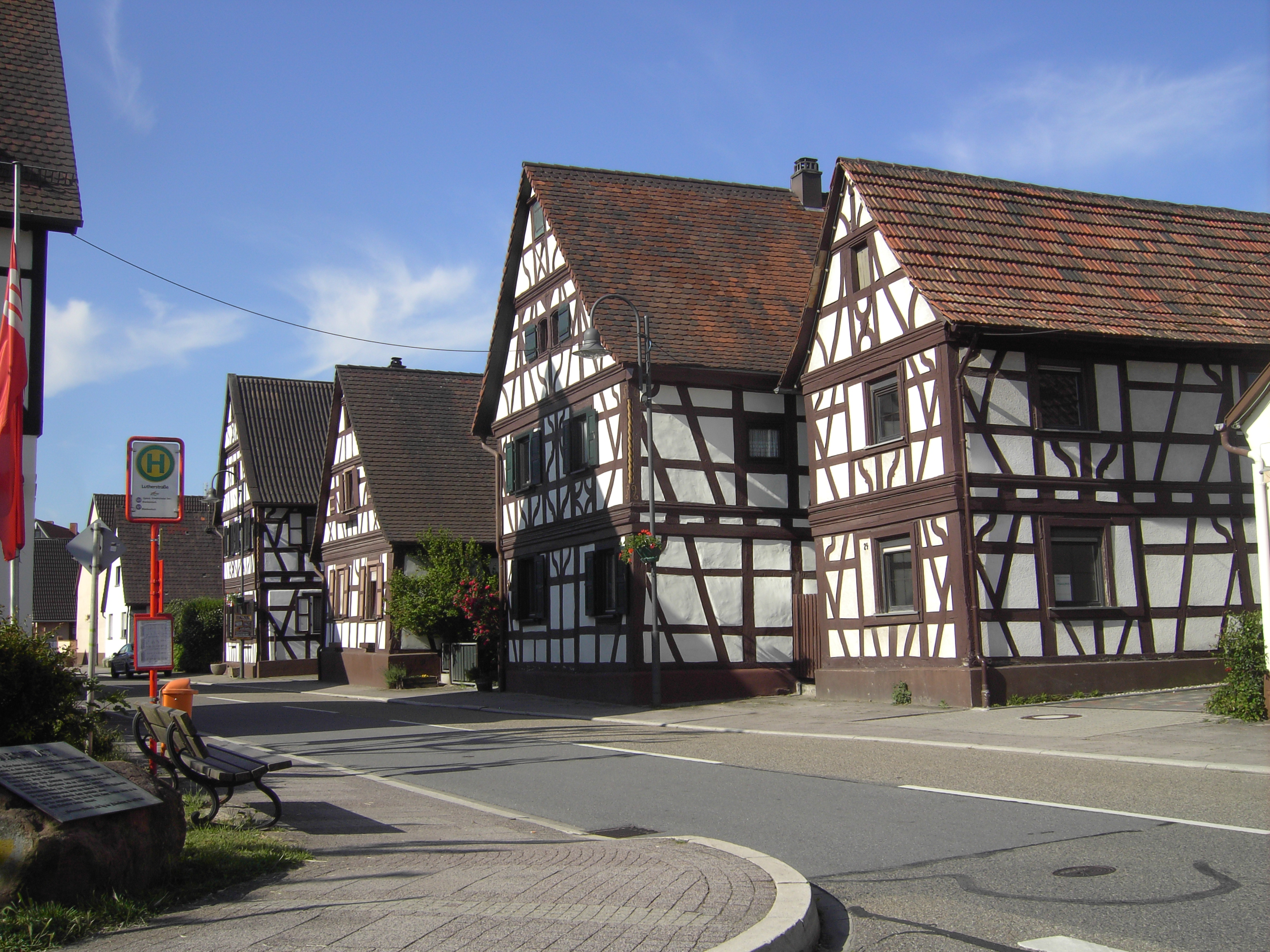
Maisons à colombages à Stutensee-Staffort